# Crataegus gracilior
Crataegus gracilior — вид рослин із родини трояндових (Rosaceae).

## Біоморфологічна характеристика
Це колючий листопадний кущ чи, частіше, дерево, до 10 метрів у висоту. Плоди світло-жовті, більш-менш кулясті або часто мають тенденцію до сплюснутих плодів можуть мати діаметр 15–25 мм; у центрі плоду є 2–4 досить великі насінини.

## Середовище проживання
Росте у Мексиці й (?)Гватемалі. Населяє порушене середовище, як правило, вторинний ліс, отриманий з мезофільного гірського лісу, дубового лісу та сосново-дубового лісу; на висотах від 1100 до 2400 метрів.

## Використання

#### як їжа
Плоди вживають сирими чи приготовленими. Для тушкування їх спочатку відварюють з деревною золою, щоб зняти шкірку, потім недовго варять у гарячому сиропі з червоним барвником і підвішують на цвяхи, вбиті в жердини, як і цукати.

#### як ліки
Хоча жодних конкретних згадок про цей вид не було помічено, плоди та квіти багатьох видів глоду добре відомі в трав'яній народній медицині як тонізувальний засіб для серця, і сучасні дослідження підтвердили це використання.

#### інше
Деревина Crataegus, як правило, має хорошу якість, хоча вона часто занадто мала, щоб мати велику цінність. Деревина цінується для використання в токарній справі та традиційно використовується для таких цілей, як виготовлення ручок для інструментів, киянок та інших дрібних предметів.